# West Memphis Three

Les West Memphis Three (« Les trois de Memphis West ») sont trois hommes accusés et condamnés en 1994, alors qu'ils sont adolescents, pour les meurtres en 1993 de trois garçons à West Memphis en Arkansas aux États-Unis. Damien Echols est condamné à la peine de mort, Jessie Misskelley, Jr. à l'emprisonnement à perpétuité plus deux peines de prison de 20 ans, et Jason Baldwin à l'emprisonnement à perpétuité. Pendant le procès, l'accusation avance que les victimes, toutes âgées de 8 ans, ont été tuées dans le cadre d'un rituel satanique,,.
En 1996, alors que la chaîne télévisée HBO souhaitait réaliser un documentaire dans le but de comprendre pourquoi trois jeunes hommes ont massacré des enfants, les membres de l’équipe de tournage, au fil des nombreuses discussions, ont commencé à avoir des doutes concernant la culpabilité présumée des trois adolescents. La production a alors pris la décision de modifier le sujet de son enquête et sort Paradise Lost: The Child Murders at Robin Hood Hills, un reportage très critique envers les autorités et plaidant en faveur de l’innocence de Damien Echols et ses amis.
À la suite de cette diffusion, une femme, Lorri Davis, met en place un comité de soutien. De nombreuses célébrités telles que Pearl Jam, Patti Smith, Ozzy Osbourne, Robert Smith (chanteur de The Cure), le rappeur Ice-T ou encore Joe Strummer (chanteur du groupe punk The Clash), persuadées de l'innocence des trois hommes, se joignent au combat. Johnny Depp passera également de nombreuses heures à s'entretenir avec Damien Echols.
En juillet 2007, de nouveaux indices légaux ont été présentés ; un rapport a été émis conjointement par l'État de l'Arkansas et les avocats de la défense. Il est mentionné dans ce rapport : « Bien que presque tout le matériel génétique recueilli sur la scène de crime appartienne aux victimes, une partie ne peut être attribuée aux victimes ou aux accusés. »
Le 29 octobre 2007, la défense remet un Second Amended Writ of Habeas Corpus (littéralement, « deuxième ordonnance corrigée d'Habeas corpus »), mettant en avant les nouveaux indices. La Cour suprême de l'Arkansas entend à nouveau les arguments de la défense et de la poursuite en 2010 et les West Memphis Three passent alors une entente avec le procureur. Le 19 août 2011, ils font un plaidoyer Alford, ce qui leur permet de faire valoir leur innocence tout en reconnaissant que la poursuite détient suffisamment de preuves pour les faire condamner. Le juge David Laser accepte les plaidoyers et condamne les trois hommes au temps déjà fait en prison. Ils ont été relâchés avec sursis de 10 ans, ayant été emprisonnés 18 ans et 78 jours. Damien Echols fait paraître ses mémoires en 2014 : La Vie après la mort.

## Le crime
Trois garçons âgés de huit ans, Stevie Branch, Michael Moore et Christopher Byers, sont déclarés disparus le 5 mai 1993.
Le père adoptif de Christopher, John Mark Byers, est le premier à signaler aux policiers la disparition de l'enfant vers 19 h. Les garçons auraient été aperçus une dernière fois par trois voisins, qui, sous serment, ont affirmé les avoir vus jouer ensemble vers 18 h 30 le soir de leur disparition, et ont vu Terry Hobbs, le beau-père de Stevie Branch, demander aux garçons de rentrer à la maison,. Les premières recherches policières, réalisées de nuit, sont courtes et superficielles. Des amis et des voisins effectuent aussi des recherches cette nuit-là, durant lesquelles ils explorent brièvement l'endroit où seront retrouvés les corps.
Le 6 mai vers 8 h, une recherche policière plus approfondie, sous la supervision du Crittenden County Search and Rescue, est lancée. Toutes les personnes participant aux recherches ont parcouru West Memphis au complet, en portant une attention particulière aux collines de Robin Hood, où les garçons auraient été vus pour la dernière fois. Malgré les recherches dans les collines, aucun indice ne permet de mener aux garçons.
Vers 13 h 45, l'officier Steve Jones aperçoit une chaussure noire qui flotte dans un fossé boueux qui se jette dans un important canal de drainage, lequel passe dans les collines Robin Hood. La chaussure appartient à l'un des garçons.
Une recherche ultérieure aux alentours du fossé mène à la découverte des corps. Les trois garçons sont nus et leurs bras sont attachés à leurs corps par les lacets de leurs chaussures : leur cheville droite est attachée à leur poignet droit, de même pour leur cheville gauche et leur poignet gauche. Leurs vêtements sont découverts dans le fossé, quelques-uns enroulés autour de bâtons ensevelis dans la boue. Les vêtements sont pour la plupart retournés ; certains sous-vêtements n'ont jamais été retrouvés. Le corps de Christopher Byers est lacéré à divers endroits, son scrotum et son pénis sont mutilés.
Les autopsies, menées par le médecin légiste Frank J. Peretti, indiquent que Christopher Byers est mort de « blessures multiples », alors que Michael Moore et Stevie Branch sont morts de « blessures multiples avec noyade ».
La police a d'abord cru que les garçons avaient été violés. Plus tard, les témoignages d'experts ont remis en cause cette hypothèse malgré des traces d'ADN comportant du sperme, qui ont été découvertes sur un pantalon retrouvé sur la scène du crime. Les experts ont par la suite affirmé que les blessures de Christopher Byers ont été provoquées par un couteau et qu'il a été sciemment castré par l'un ou les meurtriers ; la défense a répliqué que les blessures auraient pu tout aussi bien être provoquées par des animaux après la mort des garçons. Selon la police, les garçons ont été attaqués et tués à l'endroit où les corps ont été trouvés ; tandis que pour le camp adverse il est peu probable que l'attaque soit survenue près du ruisseau.
Christopher Byers est la seule victime qui avait des traces de médicaments dans le sang ; il avait obtenu une ordonnance lui prescrivant du méthylphénidate (Ritalin) en janvier 1993, afin de soigner un trouble du déficit de l'attention avec ou sans hyperactivité (TDA/H). Le premier rapport d'autopsie a indiqué qu'il s'agissait de carbamazépine, et que le dosage était faible. John Mark Byers a confié à la police que Christopher aurait pu ne pas avoir pris son médicament le 5 mai 1993.

## Victimes
Les trois victimes, Stevie Edward Branch, Christopher Byers et Michael Moore, ont chacune huit ans au moment des faits.
Les garçons sont scolarisés à l'école primaire Weaver Elementary School en deuxième année et ont obtenu le grade Wolf dans leur groupe de scouts. Ils sont meilleurs amis.
Stevie Edward Branch
Stevie Edward Branch est le fils de Steven et Pamela Branch, qui ont divorcé lorsqu'il était bébé. Sa mère a obtenu la garde et a plus tard épousé Terry Hobbs. Il vit avec sa mère, son beau-père et une demi-sœur âgée de 4 ans. Lorsqu'il disparaît, il porte un jeans, un tee-shirt blanc et se promène sur un vélo noir et rouge.
Christopher Byers
Christopher Byers est le fils de Melissa DeFir et Ricky Murray. Ses parents ont divorcé alors qu'il est âgé de quatre ans. Peu après, sa mère s'est remariée à John Mark Byers, qui a adopté le garçon. Il vit avec sa mère, son père adoptif et son demi-frère âgé de 13 ans. Selon sa mère, il est comme tous les garçons de son âge : « Il croit encore au lapin de Pâques et au Père Noël. » Au moment de sa disparition, il porte un jeans, des chaussures noires et un pull-over blanc.
Michael Moore
Michael Moore est le fils de Todd et Dana Moore. Il porte tout le temps son uniforme de scout. C'est le meneur des trois. Il vit avec ses parents et une sœur de neuf ans. Au moment de sa disparition, il porte un pantalon bleu, un chandail bleu aux couleurs de Boy Scouts of America, un chapeau de scout de couleur orange et se promène sur un vélo de couleur vert pâle.

## Suspects

### Baldwin, Echols et Misskelley
Au moment de leur arrestation, Jessie Misskelley, Jr. est âgé de 17 ans, Jason Baldwin a 16 ans et Damien Echols a 18 ans.
Jason Baldwin et Damien Echols ont déjà été respectivement arrêtés pour des actes de vandalisme et de vol à l'étalage, alors que Jessie Misskelley a la réputation d'être d'humeur belliqueuse, toujours prêt à se battre avec ses camarades à l'école.
Jessie Misskelley et Damien Echols ont quitté l'enseignement secondaire.
Jason Baldwin, quant à lui, démontre un certain talent en dessin, ce qui peut lui permettre de suivre des études en graphisme selon un de ses enseignants.
Damien Echols et Jason Baldwin sont de bons amis. Ils ont les mêmes goûts musicaux et rejettent la culture dominante de West Memphis, ville dont les habitants épousent les valeurs de la Bible Belt. Baldwin et Echols connaissent Misskelley sans être leur ami.
La famille de Damien est pauvre et reçoit régulièrement la visite des travailleurs sociaux. Il fréquente sporadiquement le collège et s'est déjà enfui avec l'une de ses petites amies, avec qui, il s'est un jour introduit par effraction dans une caravane pendant une pluie torrentielle. Ils ont été arrêtés, mais seul Damien a été condamné pour vol.
La police aurait été informée d'une rumeur qui affirmait que le jeune couple désirait un enfant et prévoyait de le sacrifier lors d'un rituel. En s'appuyant sur cette rumeur, des policiers ont exigé que Damien Echols soit interné pour subir une évaluation psychiatrique. Damien Echols a ensuite avoué avoir tenté d'arracher l'oeil d'un camarade de classe et, pendant qu'il était en institution psychiatrique, il a sucé le sang d'un autre garçon. Il a été diagnostiqué comme dépressif et suicidaire et a reçu en conséquence une prescription pour un antidépresseur (de l'imipramine).
Des tests ultérieurs ont montré qu'il possède de faibles compétences en mathématiques mais a des aptitudes supérieures à la moyenne pour la lecture et l'expression.
Damien Echols a passé plusieurs mois dans une institution psychiatrique de l'Arkansas et a reçu un diagnostic de « full disability » (« invalidité complète ») de l'Administration de la sécurité sociale. Pendant son procès, la défense a affirmé avec l'appui du Dr George W. Woods qu'Echols souffrait d'une « [...] sévère maladie mentale dont les symptômes caractéristiques sont des délires de grandeur et de persécution, des hallucinations auditives et visuelles, des pensées désordonnées, un manque important de perspicacité et des sautes d'humeur chroniques et invalidantes,. »
Lorsque le juge a demandé la peine de mort pour Damien Echols, le psychologue Woods a rapporté que, plusieurs mois avant les meurtres, le condamné a avancé qu'il avait obtenu de grands pouvoirs après avoir bu du sang humain.

### Citations originales
1. ↑  (en) « Although most of the genetic material recovered from the scene was attributable to the victims of the offenses, some of it cannot be attributed to either the victims or the defendants. »
2. ↑  (en) « multiple injuries »
3. ↑  (en) « multiple injuries with drowning »
4. ↑  (en) « He still believed in the Easter Bunny and Santa Claus »
5. ↑  (en) « ... serious mental illness characterized by grandiose and persecutory delusions, auditory and visual hallucinations, disordered thought processes, substantial lack of insight, and chronic, incapacitating mood swings[15] »